# Soutelo (Vieira do Minho)
Soutelo é uma povoação portuguesa do Município de Vieira do Minho que foi sede da extinta Freguesia de Soutelo, freguesia que tinha uma área de 6,29 km² e 173 habitantes (2011), e, por isso, uma densidade populacional de 27,5 hab/km².
A Freguesia de Soutelo foi extinta (agregada) pela reorganização administrativa de 2012/2013, tendo o seu território sido integrado na então criada União das Freguesias de Anissó e Soutelo.

## População
| População da freguesia de Soutelo | População da freguesia de Soutelo | População da freguesia de Soutelo | População da freguesia de Soutelo | População da freguesia de Soutelo | População da freguesia de Soutelo | População da freguesia de Soutelo | População da freguesia de Soutelo | População da freguesia de Soutelo | População da freguesia de Soutelo | População da freguesia de Soutelo | População da freguesia de Soutelo | População da freguesia de Soutelo | População da freguesia de Soutelo | População da freguesia de Soutelo |
| --------------------------------- | --------------------------------- | --------------------------------- | --------------------------------- | --------------------------------- | --------------------------------- | --------------------------------- | --------------------------------- | --------------------------------- | --------------------------------- | --------------------------------- | --------------------------------- | --------------------------------- | --------------------------------- | --------------------------------- |
| 1864                              | 1878                              | 1890                              | 1900                              | 1911                              | 1920                              | 1930                              | 1940                              | 1950                              | 1960                              | 1970                              | 1981                              | 1991                              | 2001                              | 2011                              |
| 224                               | 256                               | 241                               | 229                               | 230                               | 253                               | 246                               | 308                               | 284                               | 283                               | 336                               | 235                               | 260                               | 215                               | 173                               |

## Património
- Igreja Paroquial
- Capela de Nossa Senhora da Lapa
- Casa da Calçada
- Casa da Lavandeira
- Casa da Capela